# Майк Ломбарди
Майкъл „Майк“ Ломбарди (на английски: Michael "Mike" Lombardi) (роден на 2 септември 1976 г.) е американски актьор, най-известен с ролята си на пожарникаря Майк Силети в сериала „Спаси ме“. Участвал е с малки роли в сериали като „Изнервени ченгета“, „От местопрестъплението: Маями“ и „Касъл“. Ломбарди е и фронтмен е групата Апачи Стоун, чиито песни са включени в „Спаси ме“.